# Las Nieves (estación)
La estación sencilla Las Nieves forma parte del sistema de transporte público de Bogotá (Colombia), TransMilenio, inaugurado en el año 2000.

## Ubicación
Está ubicada en el centro de la ciudad, sobre la Avenida Fernando Mazuera entre la calle 17 y la Avenida Ciudad de Lima. Se accede a ella por medio de cruces semaforizados ubicados sobre estas dos vías.
Atiende la demanda de los barrios La Alameda, Las Nieves (al cual debe su nombre), Veracruz, La Capuchina y sus alrededores.
En sus cercanías están la Torre Colseguros (sede de la Contraloría General de la República), la sede principal de Seguros Bolívar y el eje comercial de la Avenida Ciudad de Lima (Calle 19).

## Origen del nombre
La estación recibe su nombre por el barrio que se encuentra a escasos metros de la estación.

## Historia
Esta estación hace parte de la Fase III de TransMilenio que empezó a construirse a finales de 2009 y, después de varias demoras relacionadas con casos de corrupción, fue entregada a mediados de 2012.
Durante el Paro nacional de 2021, la estación sufrió diversos ataques que afectaron de forma considerable las puertas de vidrio y demás infraestructura de la estación, razón por la cual se encontró inoperativa.

## Servicios de la estación

### Servicios troncales
| Tipo                                | Rutas al Norte | Rutas al Sur | Rutas al Occidente |
| ----------------------------------- | -------------- | ------------ | ------------------ |
| Ruta fácil                          | 2              | 2            |                    |
| Expresos todos los días todo el día | M47            | G47          |                    |
| Expresos lunes a sábado todo el día | M51            | L10          | F51 K10            |

### Esquema
| ← Norte  |         |         |          |
| Calle 19 | 2M47    | M51K10  | Calle 17 |
|          | Vagón 2 | Vagón 1 |          |
| Calle 19 | F51L10  | 2G47    | Calle 17 |
| Sur →    |         |         |          |

### Servicios urbanos
Así mismo funcionan las siguientes rutas urbanas del SITP en los costados externos a la estación, circulando por los carriles de tráfico mixto sobre la Carrera Décima, con posibilidad de trasbordo usando la tarjeta TuLlave:
| Código | Sector                | Dirección     | Rutas                                                                                         |
| ------ | --------------------- | ------------- | --------------------------------------------------------------------------------------------- |
| 809A00 | A Estación Las Nieves | AK 10 - CL 18 | A302A506A522A537A600A601A618A620A702A706A725A805A809A814A815B907B919C131 C29 T12 T13 T25 T43A |
| 812A00 | A Estación Las Nieves | AK 10 - CL 17 | G506G537H131H600H601H618H620H702H706H907L805L809L814L919 T12 T13 T25                          |

## Ubicación geográfica
| Noroeste: Santa Fe | Norte: L San Diego   | Nordeste: Santa Fe |
| Oeste: A Calle 19  |                      | Este: Santa Fe     |
| Suroeste: Santa Fe | Sur: L San Victorino | Sureste: Santa Fe  |